# López Moreno, 14
El edificio situado en la calle López Moreno, 14, en el Ensanche Modernista es uno de los más bellos edificios modernistas de la ciudad española de Melilla de Melilla y forma parte del Conjunto Histórico Artístico de la Ciudad de Melilla, un Bien de Interés Cultural.

## Historia
Fue construido en 1924, según diseño de Enrique Nieto.

## Descripción
Está construido con paredes de mampostería de piedra local y ladrillo macizo y bovedillas del mismo ladrillo para los techos.
Consta de planta baja y cuatro plantas. Su planta baja cuenta con cinco arcos escarzanos, siendo el cuarto el que conduce al portal. Todo el paramento, que presenta líneas horizontales que se repiten a lo largo de toda la fachada.
La planta principal cuenta con una balconada corrida con ventanas decoradas con guirnaldas en sus dinteles y  ménsulas que dan paso a los balcones con rejerías, con ventanas decoradas también con guirnaldas en sus dinteles, el segundo piso cuenta con rejerías y ventanas decoradas con guirnaldas en sus dinteles. El tercer piso cuenta con balcones con rejerías y ventanas decoradas con molduras compuestas de un frontón redondeado en sus dinteles; y el último, con balconcillos y ventanas de arcos, flanqueada la central por jarrones y por columnas las de los extremos, que dan paso a los remates, dos frontones redondeados.